# Apostolische Gemeente Wiesbaden
De Apostolische Gemeente (Apostolische Gemeinde e.V. Wiesbaden) is in 1988/89 ontstaan door afsplitsing van de Nieuw-apostolische kerk (NAK) op initiatief van apostel Hermann Gottfried Rockenfelder, onder andere wegens de herinvoering van het profetenambt.

## Ontstaan
H.G. Rockenfelder (1932-2001), zoon van de districtsapostel Gottfried Rockenfelder, was apostel van 1976-1985 in de Nieuw-Apostolische Kerk. Rockenfelder jr. had in toenemende mate afwijkende inzichten ten opzichte van de gangbare NA-leer. Nadat zijn vader 'vanwege het behalen van de hiervoor gebruikelijke leeftijd in de rust gezet' werd, kwam het tot een openlijk conflict met Klaus Saur, die in 1984voor velen onverwacht tot districtsapostel geroepen werd.
De roeping van Saur had naast de verschillen in opvatting ook te maken met de steeds sterker wordende verdenking aan het adres van de Rockenfelders jr. en sr. dat zij kerkgelden gebruikten voor privé-doeleinden. Later is Rockenfelder jr. hiervoor veroordeeld.
Na een tevergeefs vermaan in de apostelraad, leidde dit in januari 1985 tot Rockenfelders ontslag uit alle kerkelijke functies, dat echter door hemzelf genegeerd werd. Nadat hij ook nog een zgn. 'ontslapenendienst' had gehouden, die in de NAK normaliter voorbehouden is aan, of slechts in opdracht van een districtsapostel gehouden kan worden, volgde op 29 december 1989 Rockenfelders definiteve uitzetting uit de NAK, waarna hij de Apostolische Gemeinde e.V. Wiesbaden stichtte. Hij werd gevolgd door zo'n 140 ambtsdragers. De AG telt nu naar schatting nog zo'n 2000 leden, verdeeld over 40 gemeenten.
Samen met Walter Heubach (1918-1990) werd Rockenfelder de centrale persoon in de Apostolische Gemeinde (AG). Heubach was in de voorafgaande jaren al opgetreden als profeet, door 'openbaringen' toe te zenden aan districtsapostel G. Rockenfelder en de stamapostelen Schmidt en Streckeisen. Het stamapostelambt werd in de AG afgeschaft en de Heilige Geest werd er voortaan beschouwd als Plaatsvervanger van God, terwijl de vereniging door een driehoofdig college wordt geleid. Na de dood van profeet Heubach in 1990 werd deze opgevolgd door W. Wittek. Rockenfelder zelf overleed op 69-jarige leeftijd, na een langdurig en zwaar ziekbed, op 19 december 2001. Hij werd opgevolgd door apostel Ebert.

## Afsplitsingen
- De Vereinigung Apostolischer Gemeinden Stamm Levi (VAGL) heeft zich in de negentiger jaren losgemaakt van de AG. (Voor alle duidelijkheid: de VAGL staat geheel los van de bijna gelijknamige Vereniging van Apostolische Gemeenten - VAG.) De VAGL werd op de tweede bijeenkomst van Apostolischen, die op initiatief van de Nieuw-apostolische kerk van 16-18 mei 2001 te Zürich gehouden werd, vertegenwoordigd door Hans-Eduard Winter, die er profeet schijnt te zijn. Bij de AG Wiesbaden was hij in 1993 evangelist. Winter had in 2000 een boekje gepubliceerd met de titel Gott hat Wege in der Wüste - Die verstoßenen Kinder der NAK - Eine Dokumentation der Abspaltungen der NAK (1863-2000), waarin meer dan 100 (!) afsplitsingen en splitsinkjes rond de Nieuw-Apostolische kerk besproken worden. Winter behoorde zelf vroeger tot de NAK, had zich vervolgens aangesloten bij de Apostolische Gemeinschaft e. V. Düsseldorf, was daarna lid van de Duitse tak van de Hersteld Apostolische Zendingkerk en ten slotte dus ook lid van H.G. Rockenfelders Apostolische Gemeinde, waaruit de VAGL zich afscheidde. Apostel van de VAGL is Thierry Clement, die in 2002 opvolger was van apostel Olinger.
- De Bund Apostolischer Gemeinden (BAG) is een tweede afsplitsing van de AG. Tot de BAG behoren onder andere de Nederlandsche apostel Bijl en in Duitsland de engelen Kirschbaum en Abel. Er schijnen goede contacten met de VAGL te bestaan.